# Sarbhog
Sarbhog é uma cidade e uma town area committee no distrito de Barpeta, no estado indiano de Assam.

## Demografia
Segundo o censo de 2001, Sarbhog tinha uma população de 7553 habitantes. Os indivíduos do sexo masculino constituem 51% da população e os do sexo feminino 49%. Sarbhog tem uma taxa de literacia de 78%, superior à média nacional de 59,5%: a literacia no sexo masculino é de 83% e no sexo feminino é de 72%. Em Sarbhog, 10% da população está abaixo dos 6 anos de idade.